# Giovanni Paolo Cima
Giovanni Paolo Cima (né vers 1570 et mort en 1630 à Milan) est un compositeur et organiste italien du début de la période baroque, contemporain de compositeurs comme Claudio Monteverdi et Girolamo Frescobaldi.

## Biographie
Giovanni Cima était originaire d'une famille de musiciens et fut un musicien important à Milan au tournant des XVIe et XVIIe siècles. À partir de 1610, il fut le directeur de musique et organiste de l'église Santa Maria presso San Satiro (Sainte Marie près Saint Satire) de 1595 à 1630.
La musique religieuse de Cima était assez conservatrice, mais ses œuvres instrumentales ont été plus innovantes. Il a été un des premiers compositeur à publier des sonates en trio en y faisant usage de deux instruments aigus une d'une basse continue. Dans ses 6 sonates, il fut aussi un des premiers à utiliser le violon en tant qu'instrument soliste.
Giovanni Paolo Cima mourut à Milan à environ 52 ans. Son frère cadet Andrea Cima (1580 - 1627) fut également musicien à Milan.
Son fils, Giovanni Andrea Cima (1596 - 1654), fut également un compositeur et organiste actif à Milan et Bergame.

## Principales œuvres
- 1599 : Concerti ecclesiastici (Motets)
- 1602 : Ricercare per organo (pour clavier)
- 1606 : Partito di ricercari & canzoni alla francese (pour clavier)
- 1610 : 6 sonates pour 2 à 4 instruments et basse continue.

## Sources
- (en) Cet article est partiellement ou en totalité issu de l’article de Wikipédia en anglais intitulé « Giovanni Paolo Cima » (voir la liste des auteurs).

- (de) Cet article est partiellement ou en totalité issu de l’article de Wikipédia en allemand intitulé « Giovanni Paolo Cima » (voir la liste des auteurs).